# Basse-Wavre
Basse-Wavre (in Nederlands ook wel: Neerwaver) is een gehucht in de stad Waver in de Belgische provincie Waals-Brabant.
Basse-Wavre ligt een kilometer ten noordoosten van de stadskern van Waver, stroomafwaarts langs de Dijle.

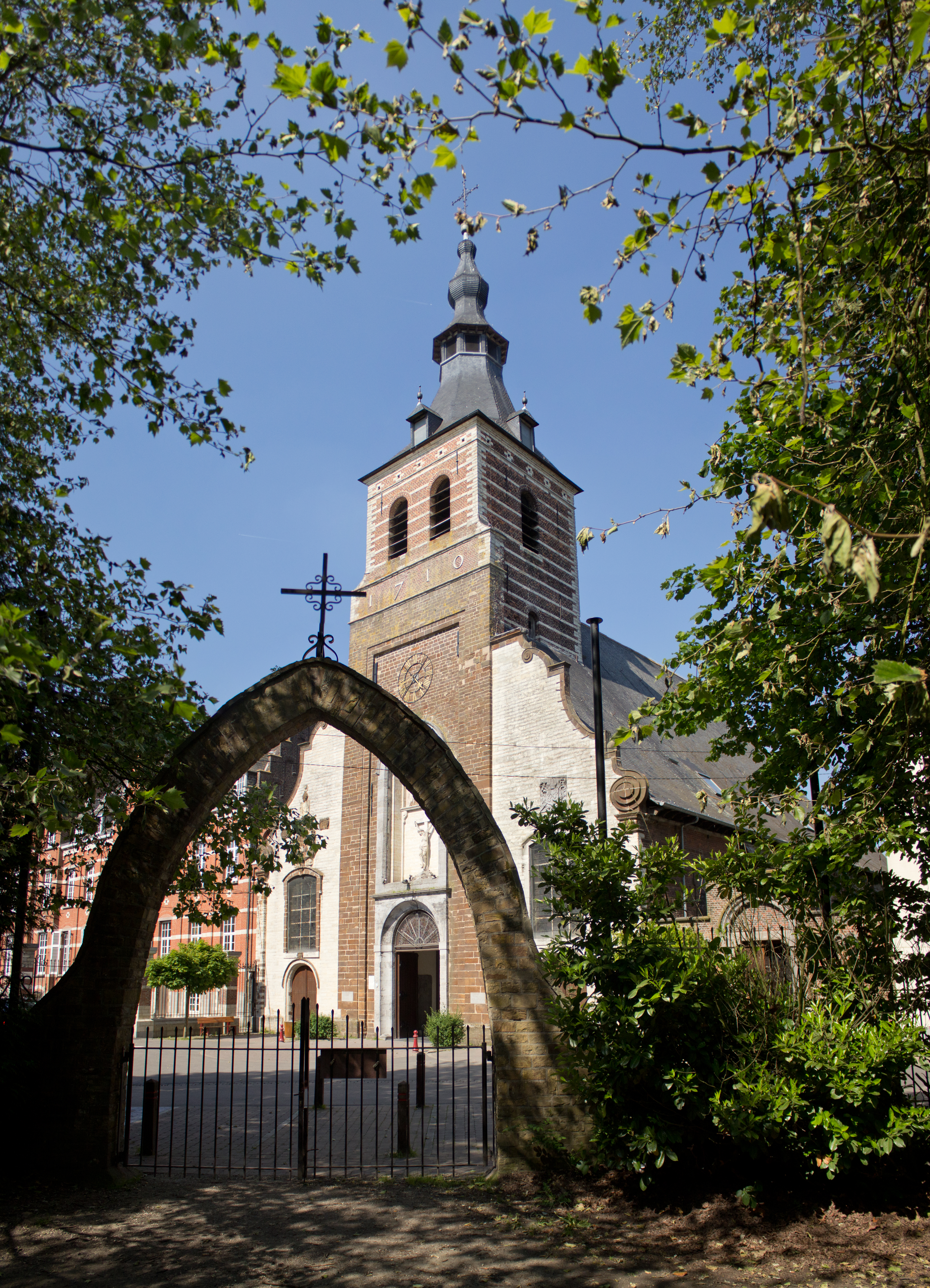
Basilique Notre-Dame

## Geschiedenis
Hier bevond zich van de eerste tot de derde eeuw de Romeinse villa van Basse-Wavre, ontdekt eind 19de-begin 20ste eeuw..
In de 11de eeuw werd hier de priorij van Basse-Wavre opgericht. De plaats groeide later uit tot een bedevaartsoord.
De Ferrariskaart uit de jaren 1770 toont hier het gehucht Bas Wavre
Midden jaren 1850 werden net ten noorden van Basse-Wavre, op de noordelijke oever van de Dijle, de spoorlijn 139 Leuven-Ottignies aangelegd. In het begin van de 20ste eeuw werd langs de spoorlijn een stopplaats Basse-Wavre geopend.
Door de uitbreidende verstedelijking van Waver raakte het gehucht in de loop van de 20ste eeuw geleidelijk vergroeid met het stadscentrum van Waver.

## Bezienswaardigheden
- De Onze-Lieve-Vrouw-van-Vrede-en-Eendrachtbasiliek, een overblijfsel van de voormalige priorij van Basse-Wavre
- De Ancien Moulin banal is een bovenslagmolen op de Dijle. Tijdens het ancien régime een banmolen van de Abdij van Affligem. Vanaf 1819 een papiermolen, later een papierfabriek en tegenwoordig een restaurant.
- De Romeinse villa Basse-Wavre
- Het Château de Belloy

## Natuur en landschap
Basse-Wavre ligt aan de Dijle. De hoogte aan de kerk is 44 meter.

## Verkeer en vervoer
In Basse-Wavre bevindt zich het station Basse-Wavre langs spoorlijn 139 (Leuven-Ottignies).
Langs Basse-Wavre loopt de N268 (Chaussée de Louvain) van het stadscentrum van Waver richting Bossut-Gottechain.

## Nabijgelegen kernen
Waver, Doiceau
Deelgemeenten: Bierges · Limal · Waver

Overige kernen: Aisemont · Angoussart · Basse-Wavre · Champles · Chérémont · Grandsart · La Haie · Le Manil · Louvrange · Par-delà l'Eau · Le Pélerin · Point-du-Jour · Profondsart · Les Quatres Chemins ·  Le Ry ·  Stadt · Trou du Haut · Villagexpo

Belgische gemeenten · Arrondissement Nijvel · Waals-Brabant · Wallonië